# Bengkal
Bengkal is een bestuurslaag in het regentschap Temanggung van de provincie Midden-Java, Indonesië. Bengkal telt 3598 inwoners (volkstelling 2010).